# Шпаков, Александр Александрович
Александр Александрович Шпаков (укр. Олександр Олександрович Шпаков, 7 мая 1946, Киев) — советский футболист, игравший на позиции защитника. В настоящее время — футбольный тренер, педагог. Мастер спорта СССР. Заслуженный тренер Украины. Первый тренер обладателя «Золотого мяча 2004» Андрея Шевченко в ДЮСШ «Динамо».

## Биография
Александр Шпаков родился в Киеве в районе Галицкой площади. В детском возрасте играл за команду Городского отдела народного образования у тренеров Михаила Корсунского и Евгения Соловцева. Позже, в ДЮСШ «Динамо» его пригласил известный советский детский тренер Александр Леонидов. Обучение в Леонидова открыло Шпакову путь в дублирующий состав киевлян, однако попасть в основу «Динамо» Александру не удалось. Его выступления в первой команде ограничились двумя поединками.
Не желая быть вечным резервистом, Шпаков согласился на предложение Валерия Лобановского, тренировавшего в то время «Днепр», и переехал в Днепропетровск. В «Днепре» Александр быстро стал основным игроком клуба, однако тяжелая травма, которую получил Шпаков 21 июля 1970 года на 12-й минуте матча против команды «Крылья Советов», перечеркнула надежды футболиста на продолжение карьеры. Около двух лет Александр восстанавливался от повреждения, но на поле больше так и не вышел. В 1972 году Шпаков окончательно завершил карьеру игрока и вернулся в родной город.
В 1978 году тогдашний руководитель ДЮСШ «Динамо» Анатолий Бышовец предложил Александру попробовать себя на ниве тренерской работы в детском коллективе. Ему было поручено работать с группой детей 1968 года, из которой позже на высоком уровне сыграли Виктор и Александр Морозы, а также Игорь Жабченко. Следующей группой Шпакова стали футболисты 1976 года, среди которых кроме Андрея Шевченко, который стал обладателем «Золотого мяча», следовало бы выделить Игоря Костюка, Вячеслава Кернозенко, Владимира Аникеева, Александра Голоколосова и Игоря Продана.
В 1992 году Александр Шпаков оставил «Динамо» и переехал в ОАЭ, где тренировал детей в местной команде «Аль-Ахли». Однако после получения чемпионского титула в местной ДЮФЛ вернулся на родину, где в 1996 году взял группу 1985 года в ДЮСШ «Динамо». Выпускниками этой группы стали Александр Яценко, Сергей Рожок, Андрей Башлай и Александр Иващенко. В 2012 году Шпаков отмечал 35-летний юбилей работы в детском футболе и 40 лет работы в ДЮСШ «Динамо». По состоянию на 2013 год Александр Шпаков занимал в ДЮСШ должность старшего тренера младших возрастных групп. Уволен из клуба 1 февраля 2014 года.

## Достижения
Командные трофеи
- Серебряный призёр 2 группы класса «А»: 1969
- Участвовал в чемпионских сезонах «Динамо» (1967, 1968), однако провёл в каждом из них только по 1 матчу, чего недостаточно для получения медалей

Индивидуальные достижения
- Мастер спорта СССР
- Заслуженный тренер Украины